# Best Youth
 (avril 2023).
Best Youth est un groupe de rock portugais, originaire de Porto. Formé en 2011 par Rocha Gonçalves et Catarina Salinas, le groupe joue des chansons écrites en anglais, qui peuvent être décrites comme un croisement entre le rock indépendant et la dream pop électronique.

## Biographie
Rocha Gonçalves (Ed) et Catarina Salinas (Kate) se sont rencontrés à l'adolescence pendant leurs vacances d'été et sont depuis devenus amis,. L'idée de former le groupe est née lorsque Rocha, qui envisageait de sortir un album solo, a invité Catarina Salinas à chanter certaines de ses compositions musicales. Ils finissent par tellement aimer le résultat qu'ils décident de former un groupe ensemble, qui s'appellera Best Youth.
Leur premier enregistrement, l'EP Winterlies, sort en 2011, qui comprend le single Hang Out. Son accueil dépasse les attentes du duo, les amenant à participer à des concerts, des tournées, des festivals et des radios nationales, en plus de collaborations musicales avec André Tentugal, de We Trust — avec qui ils sortiront conjointement l'album There Must Be a Place — et Luís Clara Gomes, de Moullinex — qui donnera lieu au single In the Shade —, ce qui retardera finalement la sortie de l'album, qui était l'idée initiale,. En avril 2015, Best Youth sort son premier album, Highway Moon, qui reçoit des éloges du public, de la presse nationale et des critiques spécialisés,,. Red Diamond et Mirrorball sont les singles de cet album,. Le deuxième album du groupe, intitulé Cherry Domino, sort en juin 2018 et comprend les singles Midnight Rain et Nightfalls, ce dernier enregistré et produit par Patrick Wimberly de Chairlift,.
Le groupe n'a jusqu'à présent composé qu'en anglais, mais prévoit de composer un jour quelque chose en portugais.

## Membres
- Rocha Gonçalves - composition, production, instruments, textes
- Catarina Salinas - voix, paroles de chansons

## Discographie

### Albums studio
- 2015 : Highway Moon
- 2018 : Cherry Domino

### EP
- 2011 : Winterlies

### Singles
- 2011 : Hang Out
- 2012 : Still Your Girl (avec We Trust)
- 2014 : In the Shade (avec Moullinex)
- 2015 : Red Diamond
- 2015 : Mirrorball
- 2018 : Midnight Rain
- 2018 : Nightfalls